# 无名英雄 (朝鲜电影)

中国大陆出品的电影DVD封面

《无名英雄》（：／）是一部由朝鲜拍摄的以朝鲜战争期间几名朝鲜间谍为主角的系列影片。这部电影系列片长达20集。1978年到1981年间拍摄。

## 演职人员
- 导演：刘浩孙
- 演员：
  - 金龙麟 饰 俞林
  - 金贞花[1] 饰 顺姬
  - 片中美軍軍官等西方人的角色，由叛逃北韓的美軍查爾斯·羅伯特·詹金斯、賴瑞·艾布殊爾、傑瑞·韋恩·派瑞許（英语：Jerry Wayne Parrish）等人主演，此外部份西方人配角則由蘇聯或東歐人扮演。

## 分集简介
| 年份 | 序号 | 朝鲜諺文                 | 中文翻译                 | 朝鲜汉字                 | 馬科恩-賴肖爾表記法        | 文化观光部2000年式            |
| ---- | ---- | ------------------------ | ------------------------ | ------------------------ | -------------------------- | ----------------------------- |
| 1978 | 1    | 《적후에서》             | 《在敌后》               | 《敵後에서》             | Chŏkhu esŏ                 | Jeokhu eseo                   |
| 1978 | 2    | 《적후에서 또 적후에로》 | 《从敌后到敌后》         | 《敵後에서 또 敵後에로》 | Chŏkhu esŏ tto Chŏkhu ero  | Jeokhu eseo tto Jeokhu ero    |
| 1979 | 3    | 《적후에서 홀로》        | 《单独在敌后》           | 《敵後에서 홀로》        | Chŏkhu esŏ Hollo           | Jeokhu eseo Hollo             |
| 1979 | 4    | 《옛성터에서》           | 《在旧城墙下》           | 《옛城터에서》           | Yessŏngtŏ esŏ              | Yesseongteo eseo              |
| 1979 | 5    | 《금강석》               | 《金刚石》               | 《金剛石》               | Kŭmgamsŏk                  | Geumgamseok                   |
| 1979 | 6    | 《한밤중의 저격사건》    | 《午夜里发生的狙击事件》 | 《한밤中의 狙擊事件》    | Hanbamjung'ŭi Chŏgyŏksagŏn | Hanbamjung'eui Jeogyeoksageon |
| 1979 | 7    | 《정적속에서의 전투》    | 《寂静中的战斗》         | 《靜寂속에서의 戰鬪》    | Chŏngjŏksok'ŭi Chŏntu      | Jeongjeoksok'eui Jeontu       |
| 1980 | 8    | 《위험한 대결》          | 《危险的较量》           | 《危險한 對決》          | Uihŏmhan Taegyŏl           | Uiheomhan Daegyeol            |
| 1980 | 9    | 《안개작전》             | 《云雾作战》             | 《안개作戰》             | Angaejakjŏn                | Angaejakjeon                  |
| 1980 | 10   | 《위기》                 | 《危机》                 | 《危機》                 | Uigi                       | Uigi                          |
| 1980 | 11   | 《일요일에 있은 일》     | 《星期天发生的事情》     | 《日曜日에 있은 일》     | Ilyoil e Issŭn Il          | Ilyoil e Isseun Il            |
| 1980 | 12   | 《웃음속에 비낀 그늘》   | 《微笑中的阴影》         | 《웃음속에 비낀 그늘》   | Usŭmsok e Pikkin Kŭnŭl     | Useumsok e Bikkin Geuneul     |
| 1980 | 13   | 《판문점》               | 《板门店》               | 《板門店》               | Panmunjŏm                  | Banmunjeom                    |
| 1980 | 14   | 《죽음의 섬》            | 《死亡之岛》             | 《죽음의 섬》            | Chukŭmŭi Sŏm               | Jugeumui Seom                 |
| 1980 | 15   | 《달없는 그밤에》        | 《漆黑的夜晚》           | 《달없는 그밤에》        | Talŏmnŭn Kŭbam e           | Daleomneun Geubam e           |
| 1980 | 16   | 《전투는 계속된다》      | 《战斗在继续》           | 《戰鬪는 繼續된다》      | Chŏntunŭn Kyesok Toenda    | Jeontuneun Gyesok Doenda      |
| 1980 | 17   | 《유인》                 | 《引诱》                 | 《誘引》                 | Yu'in                      | Yu-in                         |
| 1980 | 18   | 《운명》                 | 《宿命》                 | 《運命》                 | Unmyŏng                    | Unmyeong                      |
| 1981 | 19   | 《붉은 저녁노을》        | 《艳红的晚霞》           | 《붉은 저녁노을》        | Polkŭn Chŏnyŏk Noŭl        | Bolgeun Jeonyeok No-eul       |
| 1981 | 20   | 《우리는 잊지 않는다》   | 《我们没有忘记》         | 《우리는 잊지 않는다》   | Urinŭn Ijji Annŭnda        | Urineun Ijji Anneunda         |

## 故事梗概
1952年底，朝鲜战争處於最後的谈判阶段。代号“豆满江”的英国籍朝鲜间谍俞林，以《伦敦新闻》特派记者的身份前往汉城（今譯首爾），並在漢城见到了從前剑桥大学的同学－韩国南方地主的儿子朴茂（新譯名：朴武） ，而朴茂時任韩国陆军新闻处处长。俞林通过朴茂，结识了准备政变反对李承晚的右翼青年军官领袖申载旋（新譯名：申载善）中将。俞林还遇見了从前的恋人，现任美国第八军團防谍处的顺姬中尉。顺姬的上司是富有经验的美军反间谍人员克劳斯上校。同时，李承晚的手下－韩国陆军谍报队队长金昌龙少将正在找机会镇压试图政变的军官们。
当时，美国总统艾森豪威尔正在酝酿“新攻势”，试图重點战火。俞林利用中華民國領導人蔣中正的秘书之子－记者王松（新譯名：王兄）偷拍的照片，得知美国试图以第七舰队防守台湾，以换取中华民国国军20万人参加朝鲜战争的机密。俞林又透过他在伦敦的保护人－议员奥尼尔的侄女珍妮特夫人不经意之言，得知了美国国务卿约翰·福斯特·杜勒斯访问欧洲，试图得到欧洲国家增兵的情报。这些消息的曝光造成美国的被动，于是美军试图在T型高地发动一场示范进攻，不料此计划卻被朴茂透露给了俞林，造成美军行动的失败，新攻势得不到盟国的支持而失败。
另一方面，俞林的报务员洪植因为照顾街上的流浪儿童而被克劳斯的手下发现，洪植为了掩护俞林而牺牲。俞林到香港得到下一个报务员“白马”的接头方式，但“白马”在此前已经被克劳斯发现而换成了美军的人。俞林憑自己的经验发现假“白马”可疑而没有接头，之后假“白马”被杀。朝鲜人民军总部指示俞林和“金刚石”接头，原来“金刚石”就是顺姬，是她处死了假“白马”。克劳斯怀疑顺姬之后，把她派到东京，并安排了一些特工假扮成日本共产党並绑架到北海道。顺姬识破了他们于是假戏真做，打死了几个特工，还带领日本警视厅的人掃蕩他们的据点。
在此期间，俞林还发展了英国无产阶级出身的下级军官－爱尔兰人路易斯，以及洪植的女友－茶厅老板娘淑英。由于淑英的前夫是申载旋的远亲而被金昌龙威逼去申载旋处卧底，俞林指示她将计就计。之后淑英在申载旋的军队政变之际报信给金昌龙，造成他们之间的两败俱伤。朴茂此时已被克劳斯逮捕供出他把情报透露给了俞林，但因为没有俞林把情报传给朝鲜的证据克劳斯无计可施。朴武抓住了淑英并把她處死。
联合国军突然在没有知会朝鲜的情况下释放了一批战俘，俞林奉命侦查美军的战略意图。顺姬为了帮助俞林而暴露身份，被朴茂殺死，但俞林之后刺杀了朴茂。俞林最后从珍妮特夫人的丈夫－美军高级智囊科尔腾博士那里得到了需要的情报，并把克劳斯的把柄提供给科尔腾。
最后，朝鲜人民军发动反攻总攻势，美军被迫回到谈判桌签署朝鲜停战协定。申载旋自杀。俞林离开韩国，而克劳斯由于担心自己的失误事发而自杀。金昌龙三年之后被政变军队杀死。

## 反响

### 中国大陆
1982年，该片被中国大陆引进，由长春电影制片厂译制。当时中国中央电视台在美国电视连续剧《加里森敢死队》被突然停播之后改播《无名英雄》。因为是在电视台播出的，中国大陆大部分观众认为该片是电视连续剧。由于收视反应不错，之后又播出了朝鲜影片《木兰花》。
进入21世纪，中国大陆又发行了重新配音的版本，仍然由长春电影制片厂译制，但翻译错误很多，普遍反映不佳。